# Szełkowo (obwód smoleński)
Szełkowo (ros. Шелково) – wieś (ros. деревня, trb. dieriewnia) w zachodniej Rosji, w osiedlu wiejskim Lubawiczskoje rejonu rudniańskiego w obwodzie smoleńskim.

## Geografia
Miejscowość położona jest w dorzeczu Chudicy, 6 km od granicy z Białorusią, 16 km od drogi magistralnej M1 «Białoruś», 14 km od najbliższego przystanku kolejowego (462 km), 4 km od drogi regionalnej 66N-1608 (R120 / Rudnia – Lubawiczi – Wołkowo), 9,5 km od drogi federalnej R120 (Orzeł – Briańsk – Smoleńsk – granica z Białorusią), 4 km od centrum administracyjnego osiedla wiejskiego (Lubawiczi), 17 km od centrum administracyjnego rejonu (Rudnia), 74 km od Smoleńska.

## Demografia
W 2010 r. miejscowości nikt nie zamieszkiwał.

## Historia
W czasie II wojny światowej od lipca 1941 roku wieś była okupowana przez hitlerowców. Wyzwolenie nastąpiło w październiku 1943 roku.